# Jean-Charles Snoy et d'Oppuers

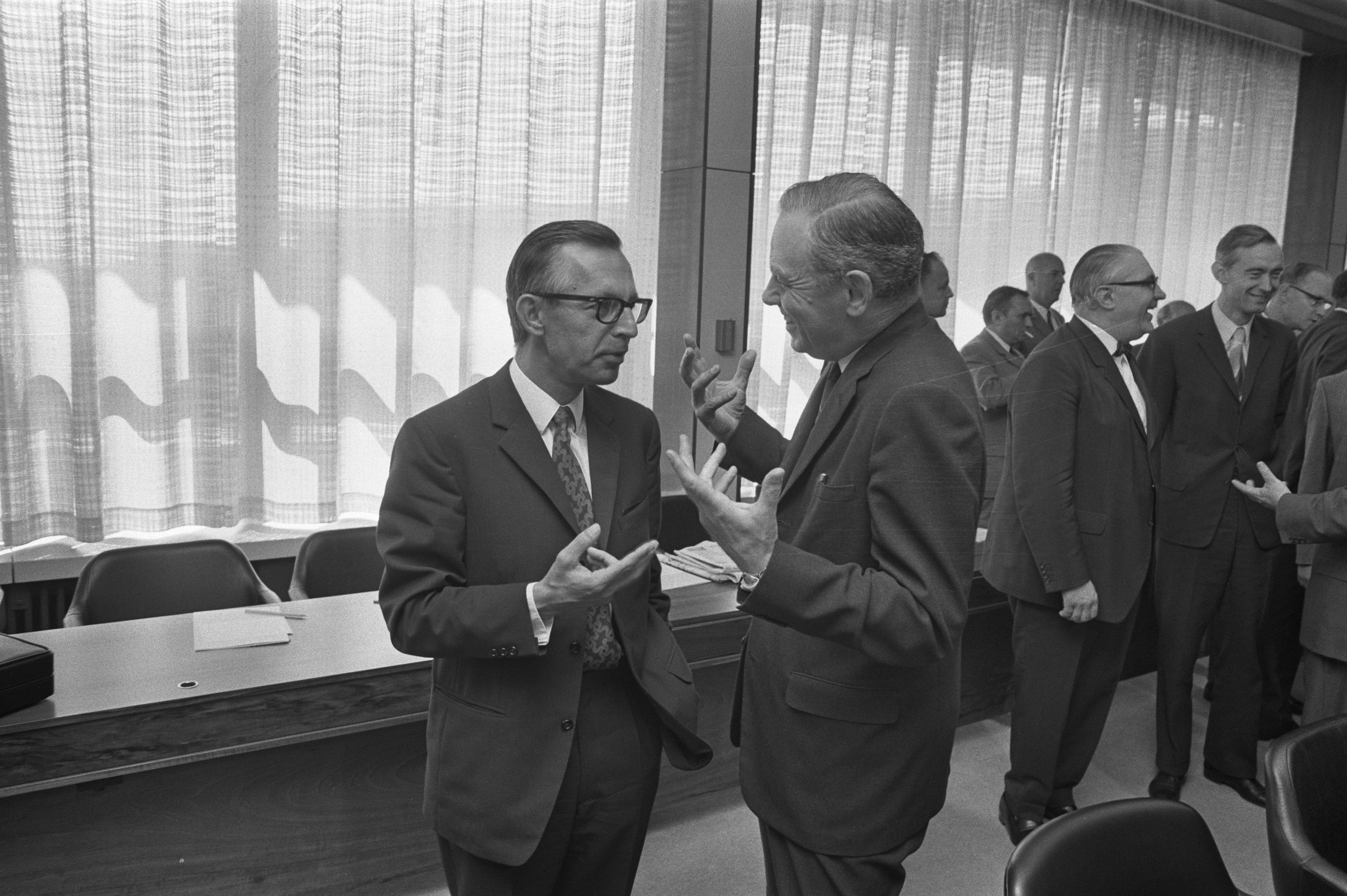
Jean-Charles Snoy et d'Oppuers (rechts) als minister van Financiën in gesprek met Nederlands minister van Economische Zaken Roelof Nelissen tijdens een EEG-vergadering, 1971

Jean-Baptiste Charles Idesbalde Julien Marie Ghislain Snoy et d'Oppuers (Ophain-Bois-Seigneur-Isaac, 2 juli 1907 - Eigenbrakel, 17 mei 1991) was een Belgisch ambtenaar en politicus voor de PSC.

## Familie

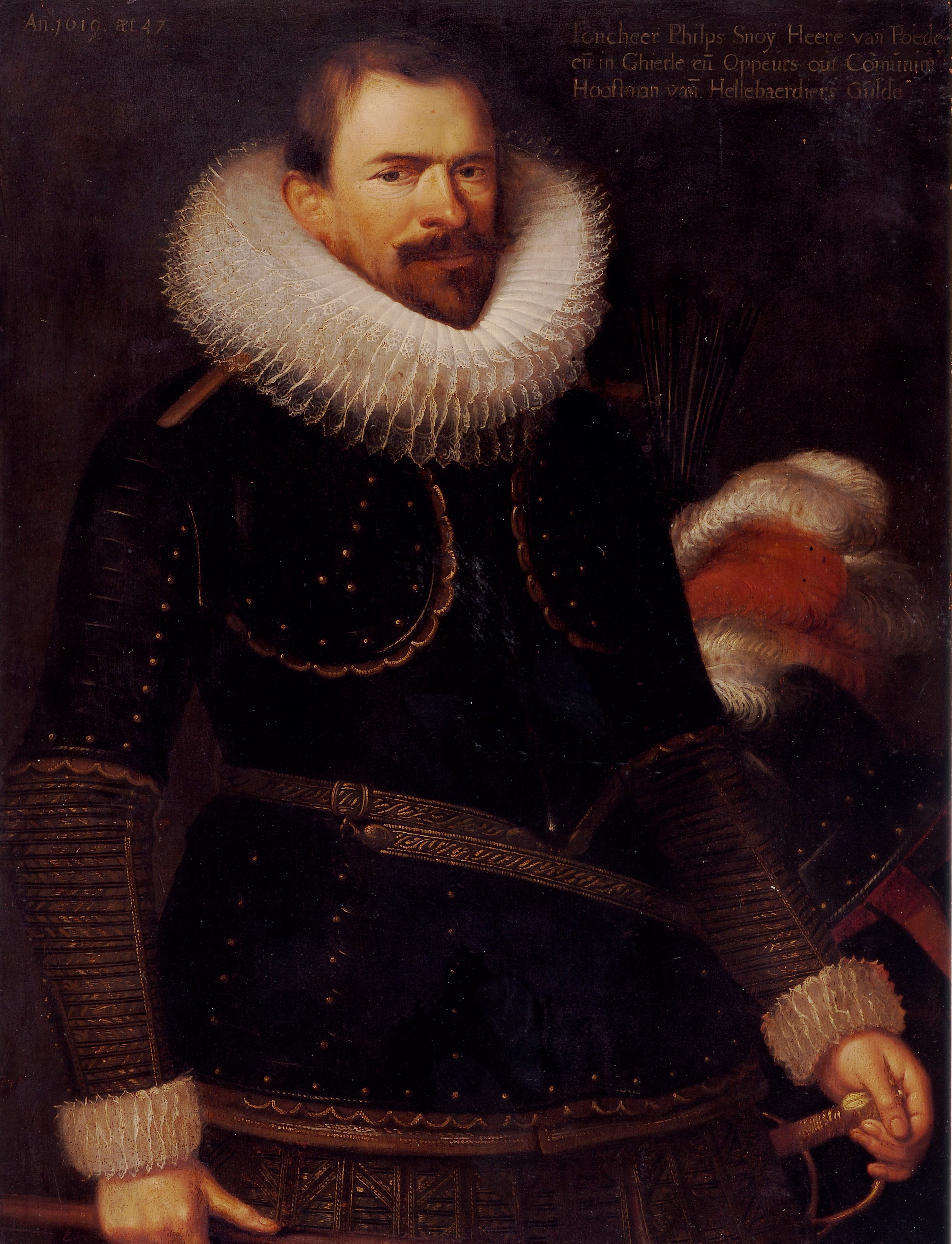
Portret van Ioncheer Philips Snoy (Philippus Snoy), heer van Poederlee, Gierle, Oppuurs en Befferen (ca. 1570-1637) door Lucas Franchois (1619)

In 1633 werd aan Philippe Snoy de eerste adellijke titel binnen deze familie toegekend. Baron Philippe Snoy d'Oppuers (1744-1825), burgemeester van Mechelen, bekwam in 1822 onder het Verenigd Koninkrijk der Nederlanden adelsbevestiging met de titel van baron voor alle nakomelingen. Alle familieleden dragen officieel de naam Snoy et d'Oppuers, die echter alleen door het familiehoofd gewoonlijk wordt gebruikt, de andere leden houden het bij 'Snoy'. Hij trouwde met Marie-Alexis van der Gracht (1752-1832). Dit had als gevolg dat onder de afstammelingen velen de voornaam Idesbald als eerste of volgende voornaam kregen, in verering voor de zalige Idesbaldus van der Gracht.
De Snoys waren oorspronkelijk afkomstig uit Mechelen, waar verschillende leden hoge ambten bekleedden bij de Grote Raad of andere instellingen. De zoon van Philippe Snoy, senator Idesbalde Snoy (1777-1840) trouwde met Joséphine Cornet de Grez (1785-1839) die eigendommen van haar familie inbracht, meer bepaald het kasteel en domein van Bois-Seigneur-Isaac. Sindsdien nam de oudste tak van de familie dit kasteelgoed in Waals-Brabant als zijn familiecentrum.
Jean-Charles Snoy was de achterkleinzoon van de gemelde Idesbald. Hij was de zoon van Thierry Snoy et d'Oppuers (1862-1930), senator en burgemeester van Ophain-Bois-Seigneur-Isaac en van die zijn tweede echtgenote Marie-Claire de Beughem de Houtem (1879-1946). Hij trouwde in 1935 met gravin Nathalie d'Alcantara (1914-2007) en ze hadden zeven kinderen onder wie Thérèse Snoy, secretaris-generaal van de Bond Beter Leefmilieu Wallonië (Interenvironnement Wallonie) en parlementslid voor Ecolo, en Bernard Snoy, voorzitter van de Vereniging van de Adel van het Koninkrijk België (VAKB).

## Studies
Snoy volbracht zijn middelbare studies in het Collège Saint-Pierre in Ukkel. Hij volbracht zijn universitaire studies aan de Katholieke Universiteit Leuven. Hij behaalde er de volgende diploma's:
- doctor in de rechten
- doctor in thomistische filosofie
- doctor in politieke en diplomatieke wetenschappen

Hij vervolgde met studies economie aan Harvard University, waar hij een doctoraatsthesis in de economische wetenschappen verdedigde over het onderwerp van de Amerikaanse douanepolitiek.

## Ambtelijke carrière
In 1931 werd hij stagiair op de juridische dienst van de Société Belge de Banque. Van 1932 tot 1934 werkte hij bij de Comptoir Diamantaire Anversois. Hij was tegelijk secretaris van oud-minister Albert-Edouard Janssen. Vanaf 1934 was hij kabinetslid bij minister van Economische Zaken Philip Van Isacker.
In 1936 werd hij benoemd tot directeur Economische Verdragen en Onderhandelingen in het ministerie van Economische Zaken, in 1938 tot hoofd van de Studiedienst van Economische Zaken en in 1939, hij was toen 32, tot secretaris-generaal van het departement Economische Zaken.
Tijdens de Meidagen 1940 volgde hij de regering naar Frankrijk, die hem in juli naar België terugstuurde. In augustus werd hij door de Duitse overheid uit zijn ambt ontzet en vervangen door Victor Leemans.

## Verzet
Vanaf augustus 1940 organiseerde hij, met andere opzij gezette ambtenaren, een 'Groupement d'études économiques', met als doel clandestiene economische studies te coördineren, die de naoorlogse tijd voorbereidden. Via het Comité Gilles of het Comité Tournay werden deze studies op microfilm naar Londen gestuurd door bemiddeling van netwerken zoals Zéro of Clarence.

## Na de oorlog
In september 1944 hernam hij zijn ambt van secretaris-generaal van het departement Economische zaken.
Hij speelde een belangrijke rol in de naoorlogse economische ontwikkelingen, ook op internationaal vlak. Zo was hij betrokken bij de uitwerking van het Marshall-plan. Hij was voorzitter van de Raad voor Economische Unie binnen de Benelux (1946-1959), voorzitter van de Raad van de Organisatie voor Europese Economische Samenwerking (1948-1950) en voorzitter van het Directiecomité voor de Handel voor de Organisatie voor Europese Economische Samenwerking (1952-1961).
Hij voerde de Belgische delegatie aan bij de intergouvernementele conferenties over het oprichten van de Europese Gemeenschappelijke Markt (Europese Economische Gemeenschap) en Euratom. Hij was een van de onderhandelaars bij de besprekingen die leidden tot het Verdrag van Rome. Op 27 maart 1957 ondertekende hij, samen met minister van Buitenlandse zaken Paul-Henri Spaak, dit verdrag namens België. Hij werd voorzitter van het interimcomité voor de EEG en Euratom.
Hij bleef in deze functie tot in 1959. Hij was toen 52 en verliet de administratie.

## Privé en politiek
Na zijn ontslag uit de administratie, werd Snoy bestuurder bij de Groep Lambert en bij vennootschappen van die groep. Hij was onder meer ondervoorzitter en lid van het directiecomité van Sofina, afgevaardigd beheerder van de Compagnie d'Outremer pour l'Industrie et la Finance, beheerder van Les Grands Magasins 'A l'Innovation, Siemens, BP Belgium, Compagnie de Bruxelles, Fondation Francqui, de Nationale Opera, Compagnie d'Auxiliaire d'Electricité, Bank Lambert, Cellulose des Ardennes, Electrogaz, Interbrabant, Intercom, Soges, Wiggins Tape, Fiat Auto, Groupe Eagle Star
Van 1932 tot 1977 was hij gemeenteraadslid van Ophain-Bois-Seigneur-Isaac.
Na enkele jaren werd hij aangezocht voor politieke functies en begon toen aan een tweede publieke loopbaan, als volgt:
- 1968 - 1971 : volksvertegenwoordiger voor Brussel
- 1968 - 1971 : minister van Financiën in de regering Eyskens-Merlot/Cools (17 juni 1968-21 januari 1972).
- 1971 - 1977 : burgemeester van Ophain-Bois-Seigneur-Isaac

Na 1972 keerde hij naar de privésector terug. Hij bleef niettemin actief lid van het Studiecentrum voor Politieke Hervormingen (Centrum Omer Vanaudenhove), later het Centrum R. Houben, en volgde de diverse fasen van de staatshervorming op de voet.
In 1983 werd hem de titel van graaf verleend. Hetzelfde jaar ontving hij, omwille van zijn verdiensten voor de Europese integratie, de Robert Schumanprijs.

## Overige functies
Snoy bekleedde diverse overige functies:
- lid van de Hoge Raad van het Genootschap Sint-Vincentius a Paulo (1929-1985)
- voorzitter van de oriëntatiecommissie van de Vereniging van de Adel van het Koninkrijk België (1936-1988)
- lid van de raad van toezicht van de Société Belgo-Africaine (1948-1960, 1961-1968, 1972-1991)
- voorzitter van het Comité Mixte Belge de la Fondation Européenne de la Culture et du Fonds Culturel du Conseil de l'Europe (1960-1968)
- stichter en beheerder van de Groupe pour la Restauration de la Fonction Publique (1960-1968)
- voorzitter van het directiecomité van de Ecole Marie Haps (1962-1968)
- voorzitter van de Comité Belge de la Ligue Européenne de la Coopération Économique (1963-1968)
- voorzitter van de Compagnie Belge pour les Industries Chimique (1965)
- lid van de Commission de Politique Commerciale de la Chambre de Commerce Internationale (1966-1968)
- voorzitter van het Institut Royal des Relations Internationales (1966-1981)
- voorzitter van Amitiés Belgo-Luxembourgeoises (1968)
- gouverneur van de Wereldbank (1968-1972)
- gouverneur van de Aziatische Bank voor Ontwikkeling (1968-1972)
- voorzitter van de Compagnie Générale de Distribution d'Éclairage et de Force Motrice et d'Équipement Industriel (1978-1981)

Vanaf 1972 was hij journalist bij La Libre Belgique.

## Publicaties
- Le malaise américain, in: La Pensée catholique, 1931
- L'aristocratie de demain, Brussel, 1936
- Profession et organisation de la production, Doornik, 1942
- Quelques aspects du fonctionnement de la monarchie constitutionnelle, in: Revue Générale de Belgique, 1959
- Le malaise de la fonction publique, in: Revue Générale de Belgique, 1960
- Le caractère évolutif des institutions européennes et l'acheminement nécessaire vers la grande Europe, in: Revue de l'Institut belge de sciences politiques, 1961
- Faut-il des cabinets ministériels, in: Revue Générale de Belgique, 1962
- La crise de l'Europe, in: Revue Générale de Belgique, 1963
- La Belgique dans l'Europe économique, in: Revue Générale de Belgique, 1965
- La consolidation de l'Europe, in: Revue Générale de Belgique, 1966
- Le Grande-Bretagne et l'Europe, in: Reflets et perspectives de la vie économique, 1968
- Rebâtir l'Europe. Mémoires. Entretiens avec Jean-Claude Ricquier, Parijs / Louvain-la-Neuve, 1989
- Benelux "laboratoire" de l'Europe? Témoignage et réflexions du Comte Jean-Charles Snoy et d'Oppuers, recuillis et édités par Thierry Grosbois, Brussel, 1991.

## Archieven
- F. DE KEMMETER, Inventaire des archives de la maison Snoy, Rijksarchief Brussel, 1943-1965.
- D. HESBOIS, C. VOLTERS & A. NOTEBAERT, Inventaire des archives de Jean-Charles, baron Snoy et d'Oppuers (1848-1961), Rijksarchief, Brussel, 1988.
- Bernadette DE MEYER & Jos VERHOOGEN, Inventaris van het archief Jean-Charles Snoy et d'Oppuers, 1907-1991, Leuven, Kadoc, 1995.
- M. VANDERVENNET, Inventaire des archives du ministère des Affaires économiques, secrétariat général, archives du secrétaire général Jean-Charles Snoy et d'Oppuers, 1944-1955, Rijksarchief, Brussel, 2006.